# Kopfkraxen
Il  Kopfkraxen  (anche Kopfkraxn) è una montagna alta 2 178 m (6 200 piedi) nei Monti del Kaiser nel Tirolo austriaco. Sulla sua cima, piuttosto stretta, si trova un ometto di pietra. La cima offre una bella vista sulla regione del Sölllandl; particolarmente suggestivi sono i panorami sull'Unteres Gamskarköpfl, sul Treffauer, sul Tuxeck e sulla SkiWelt Wilder Kaiser-Brixental.

## Geografia
Il Kopfkraxn Sonneck sorge nella parte occidentale del Wilder Kaiser, sulla cresta principale tra l' Hackenköpfe, il Sonneck a est e il Treffauer più a sud-est. È caratterizzato dalla sua vistosa cresta che si estende da est a ovest. A nord, il Kopfkraxn precipita in alte e ripide pareti con balze erbose fino al Gamskar. A sud, il Kopfkraxn forma una ripida parete, alta circa 400 metri e fortemente frastagliata, sopra lo Schneekar. Sul versante meridionale, il Sonneck presenta ripide e alte pareti rocciose sopra lo Schneekar, intersecate da diverse vie di arrampicata (ad es. Kraxngrat, IV). Sul versante orientale, la lunga cresta del Kopfkraxn si fonde con il Wiesberg, mentre a est, separato da una netta incisura (ripida parete rocciosa sul versante del Kopfkraxn), il Sonneck lo confina. La vetta appartiene al territorio comunale di Kufstein.

## Alpinismo
Il Kopfkraxn è una delle vette più facilmente accessibili dei Monti del Kaiser. È facilmente raggiungibile sia da sud che da est tramite due sentieri segnalati, adatti ad alpinisti esperti e allenati.
- Percorso Sud : 3 ore e mezza di salita, 2 ore e mezza di discesa, 1 290 metri di dislivello

Il punto di partenza di questo itinerario è Scheffau am Wilden Kaiser. Si può salire in auto fino alla locanda Jägerwirt (910 m) e da lì a piedi, inizialmente a passo lento attraverso boschi e prati. Dopo un'ora e mezza si raggiunge la Kaiser-Hochalm, poi il percorso diventa più ripido, costeggiando il versante meridionale del Sonnenstein, quindi una salita impegnativa su pendii di pino silvestre e terreno aperto e accidentato fino alla cresta. Oltre questa cresta, o meglio, deviando verso ovest, si raggiunge facilmente il Kopfkraxen. Nelle giornate soleggiate e calde, è essenziale partire di buon mattino, altrimenti questa salita diventa una tortura. È richiesto passo sicuro; l'ultimo tratto richiede anche assenza di vertigini. Alcuni tratti sono classificati di difficoltà I grado.
- Percorso Nord: 7 ore e mezza di salita, 6 ore e mezza di discesa, 1 860 metri di dislivello

Il punto di partenza di questo itinerario è Sparchen, una frazione di Kufstein. Inizialmente, l'avvicinamento è lungo, ma il paesaggio è estremamente suggestivo. In 2 ore e mezza, l'escursione attraversa la valle Kaisertal, passando per il Pfandlhof e la Cappella di Sant'Antonio, fino all'Anton-Karg-Haus a Hinterbärenbad. È possibile pernottare. Il percorso segnalato, ma raramente frequentato, segue il Bettlersteig per un'altra mezz'ora in direzione del rifugio Kaindlhütte, finché il Güttler-Steig non si dirama verso il Sonneck. Inizialmente poco entusiasmante, il sentiero sale piacevolmente a tornanti attraverso il bosco, fino a scendere su un gradino roccioso (assicurato con una fune metallica e staffe di ferro) e poi salire attraverso un ampio ghiaione (Kühkarl). Successivamente, il sentiero prosegue con una pendenza costante e ripida attraverso un terreno accidentato e in parte esposto (in un tratto assicurato con una fune metallica) fino al Gamskar (un campo di ghiaioni che fa onore al suo nome). Da lì, il sentiero si snoda in parte su rocce (protette da alcune sbarre di ferro) e tra pini mughi, superando l'Unterer e l'Oberer Gamskarköpferl e infine, faticosamente, attraverso un circo ghiaioso fino all'ampia zona sommitale del Sonneck. Qui, non si sale fino in cima, ma si devia verso sud-ovest, attraversando la cresta occidentale del Sonneck. Lì, il sentiero segnalato ed esposto, con una barriera di sicurezza in contropendenza, conduce attraverso la forcella fino al Kopfkraxn. Alcuni tratti presentano difficoltà di I grado. Sono richiesti passo sicuro e assenza di vertigini. Nel complesso, è più lungo, ma un po' più facile del percorso meridionale.
- Attraversamento della cresta verso Scheffauer via Hackenköpfe

È possibile attraversare l'intera cresta dai Kopfkraxen attraverso il Wiesberg e gli Hackenköpfe fino allo Scheffauer. Tuttavia, questo itinerario è faticoso, lungo, non costantemente segnalato o assicurato e in alcuni punti piuttosto esposto, con diverse contro salite e numerosi tratti di arrampicata fino al livello di difficoltà II grado. Può essere intrapreso solo da alpinisti con passo sicuro, senza vertigini, conoscenza del luogo ed esperienza alpina. L'intera traversata dai Kopfkraxn allo Scheffauer dura circa 2 ore e mezza-3 ore e mezza, dopodiché è necessario scendere al rifugio Kaindlhütte, al lago Hintersteiner o al Jägerwirt (Scheffau). Questa traversata di cresta viene solitamente intrapresa in direzione opposta, poiché i tratti più difficili si trovano in salita; la sua lunghezza e difficoltà sono spesso sottovalutate.
- Vie di arrampicata

La parete sud del Kopfkraxn è molto apprezzata dagli scalatori; vi si trovano numerose vie dal IV grado in su (ad esempio Kraxngrat, IV), accessibili tramite lo Schneekar (raggiungibile tramite la via normale segnalata del Treffauer).